# Erodium tordylioides
Erodium tordylioides är en näveväxtart som först beskrevs av René Louiche Desfontaines, och fick sitt nu gällande namn av L'hér. och Dc.. Erodium tordylioides ingår i släktet skatnävor, och familjen näveväxter. Inga underarter finns listade i Catalogue of Life.